# Zarathustra
Zarathustra (sau Zoroastru, 628-551 î.C.) a fost profet, coordonator al religiei din Iranul arhaic și zeu, sau, după unele izvoare, personaj istoric zeificat care a propovăduit o doctrină apropiată de vechiul dualism pers, devenită religie autonomă (zoroastrism) și a instituit casta sacerdotală a magilor inițiați. Sursele grecești, deși abundente, sunt incerte, vehiculând o anecdotă pseudomitologică și confundând date controlabile. Zarathustra e amintit de Herodot (Istorii I, 131 și urm), Platon (Alcibiade I) care-l numește fiul lui Oromazdes, Plutarh (Despre Isis și Osiris 46) care-l consideră un mag fondator al întregului sistem de știință practicată de magi, iar altă dată (Viața lui Numa 4) îl compară cu Lzukurgos și cu Numa Pompilius; Dio Chrisostom remarcă marea vrednicie cu care povestesc perșii că Zoroastru, iubind înțelepciunea și dreptatea, a plecat el însuși dintre oameni și a trăit în singurătate pe un munte, muntele fiind distrus apoi de foc, dar Zoroastru scăpând nevătămat și vorbind mulțimii.

## Biografie
Zarathustra nu a formulat nimic în scris, la fel nici discipolii lui. Învățătura sa, transmisă oral, a fost transcrisă abia șapte sau opt secole mai târziu, în perioada sassanidă. Tot din această epocă, în care zoroastrismul s-a răspândit în tot Iranul, datează și apariția unei biografii legendare. Avesta, care conține texte zoroastriene, nu deține decât o parte creată direct de profet: imnurile Gatha. Aceste imnuri redau concepțiile mazdeene, dar nu aduc decât câteva repere firave asupra autorului lor. De aceea, există încă multe incertitudini asupra existenței istorice a lui Zarathustra.
Apariția sa poate fi situată în preajma întemeierii imperiului Ahemenid, conform tradiției sasanide. Totuși, câteva indicii, din care cel mai important este arhaismul imnurilor Gatha, l-ar putea plasa pe Zarathustra la începutul primului mileniu, deci mult înainte de domnia lui Cirus cel Mare. Numele Zoroastru, o formă deformată în limba greacă a avesticului Zarathustra, pare a fi originar din nord-estul Iranului și nu din Iranul occidental așa cum reiese din tradiția sasanidă. Limba folosită în Gatha o confirmă, indicând apartenența la dialectele unei regiuni apropiate de Afganistan sau de Turkestan. Destul de departe de Media și de Persia, Zoroastru s-a născut în Sogdiana, în Kharesm sau în Bactriana.
„Toată lumea a fost uimită văzându-l că râde la naștere”, spune legenda care mai precizează că „arterele de la capul său zvâcneau atât de puternic încât ridicau mâna care le apăsa”. Mai probabile sunt originile sociale aristocratice. După cum denotă „prenumele” său, Spitama, care înseamnă „strălucitorul atac”, Zarathustra aparținea unei familii de războinici, acest lucru fiind confirmat și de numele tatălui său, Purushaspa, adică „proprietar de cai cu pielea pătată”. 
Educat în stil liturgic, Zoroastru și-a început cariera ca unul dintre numeroșii zaotari, preoți într-o continuă deplasare. Propovăduirea lui a început destul de târziu, la vârsta de treizeci și șase de ani. Ea a fost precedată de o perioadă de meditație pe un munte din țare lui. În timpul acestei însingurări, Zarathustra a primit revelația misiunii sale: Ahura Mazda, „Înțeleptul Domn” i s-a arătat personal și i-a arătat drumul Bunei Religii.
După cum se spune în imnurile Gatha, părăsindu-și „deșertul”, Zoroastru a început să propovăduiască noile principii. Alegându-l pe Ahura Mazda ca zeu unic și suprem și înlăturând clanurile divine Deva, el a apărut ca un revoluționar periculos care și-a atras opoziția violentă a celorlalți preoți. Alungat din Sogdiana, el a ajuns în sud, până la Seistan, la granița cu Afganistanul, Iranul și Belucistanul de astăzi. În această țară, Parshat, prinț înțelegător, l-a primit la curtea lui. Zoroastru a încercat să îl convertească pe acest prinț care a ales să rămână credincios vechilor forme de cult, astfel, Zarathustra a pornit din nou la drum, de această dată înspre nord.
În Bactriana, Vishtapa, „cel care are cai fricoși”, suveranul care domnea în Balch avea nevoie de preoți. Zoroastru, care împlinise 40 de ani, și-a oferit serviciile ca preot. Curând, Vishtaspa a dorit să asculte explicațiile lui Zoroastru cu privire la Buna Religie, deși îi venea greu să sprijine aceste principii. Astfel, împotriva lui Zoroastru s-a organizat un complot. În lipsa lui, spune legenda, preoți invidioși i-au pus în cameră un sac plin cu bucăți de cadavre, unghii tăiate, păr, un cap de câine, un cap de pisică, sânge. Aflând de aceasta, regele l-a aruncat pe Zoroastru în temniță. Supărat din cauza ciudatei boli a celui mai bun cal al său, regele a fost de acord ca Zoroastru să îi vindece calul. Acesta i-a cerut ca, în caz că se va produce vindecarea, regele să îmbrățișeze Buna Religie. Regele a acceptat, iar Zoroastru a realizat minunea. Vishtaspa a recunoscut supremația lui Ahura Mazda și a impus noul cult întregii sale curți. Noua doctrină a devenit de atunci cultul oficial al regatului Balch.
Devenit preot oficial și consilier intim al protectorului său, Zoroastru s-a instalat aici definitiv. Tradiția spune că ar fi avut mai multe soții și numeroși copii și că ar fi avut parte de o moarte violentă la vârsta de 77 de ani. Cauzele morții sale nu sunt prea bine cunoscute. Un război provocat de Vishtaspa ar fi cauzat invazia turanienilor, iar Zarathustra ar fi fost asasinat de un războinic dușman în palatul regal, unde el supraveghea un foc sacru. Tradiția precizează, scrie Jean Varenne, că „în momentul morții, Zoroastru și-a aruncat șiragul cu mătănii în fața asasinului și că acesta, în mod miraculos, a murit”.

## Buna Religie
Un zeu unic
Imnurile Gatha nu sunt tratate de teologie, deși acestea redau întreaga învățătură zoroastrică și a principiilor ei. În primul rând, este proclamată cuprinderea tuturor zeilor într-un singur suveran suprem: Ahura Mazda și necesitatea existenței eticii în fapte, cuvinte și raționamente. Viața este definită ca o luptă permanentă pentru dreptate și adevăr. Luptând contra abaterilor vechii credințe, Zoroastru condamna sacrificiile sângeroase, înlocuindu-le cu slăvirea divinității; el condamna consumarea de haoma, băutura nemuririi și a făcut din focul sacru simbolul noii credințe.În spatele monoteismului evident se ascunde panteonul indo-european: șapte entități abstracte reflectă aspectele zeului suprem și unic. Acestea sunt Amesha Spenta, „nemuritorii binefăcători” sau arhanghelii din terminologia lui Georges Dumézil. Primul și cel mai important este Spenta Mainyu, „duhul sfânt”, pe care imnurile Gatha îl desemnează ca pe propriul fiu al lui Ahura Mazda. Ceilalți șase arhangheli sunt: Arta („Ordinea”), Vohu Manah („Rațiunea cea bună”), Kshatra („Imperiul” și „Puterea”), Sarvatat („Integritatea” și „Sănătatea”), Amritat („Nemurirea”) și Armaiti („Gândul pios”).
Zoroastru doar a spiritualizat vechiul panteon, nu l-a înlăturat cu adevărat. Cei doi primi arhangheli, Spenta Mainyu și Arta corespundeau celor două aspecte ale primei funcții indo-europene: respectarea unei anumite ordini a lumii și autoritatea supremă juridică. Al treilea, Kshatra, reprezenta funcția războinică. Sarvatat și Amritat, cu cele două aspecte ale lor, rodnicia și longevitatea perpetuau cea de-a treia funcție, cea de hrănire. Armaiti asigura sinteza celor trei funcții.
Un dualism fals și o teologie a acțiunii
Zoroastru este considerat ca un propovăduitor al dualismului. În realitate, teologia sa nu trebuie redusă la atât. Primul dintre arhangheli, Spenta Mainyu, are un frate geamăn, Angra Mainyu, „spiritul Răului”, „distrugătorul”. Egali și neutri la originea ciclului cosmic, cei doi gemeni s-au separat apoi, fiecare alegând calea așa cum au dorit: unul s-a pronunțat pentru dreptate, altul pentru înșelătorie. Angra Mainyu luptă cu înverșunare pentru a strica buna creație a lui Ahura Mazda, fără a fi la egalitate cu acesta. Ahura Mazda rămâne arbitru, iar Angra Mainyu, asimilat repede cu Ahriman, este permanenta antiteză a lui Spenta Mainyu.
Credința zoroastră începe cu o alegere. Ea cere o morală- trebuie să lupți după ceea ce ai ales. Prin concepțiile sale, prin cuvintele și faptele sale, zoroastrianul trebuie să dovedească dragostea lui pentru dreptate. Principala sa datorie este să lupte contra mincinoșilor și contra dușmanilor credinței. Religia cea Bună nu este una pașnică: de mai multe ori, Zoroastru i-a chemat pe credincioși să lupte împotriva dușmanilor, iar imnurile Gatha impresionează prin agresivitatea limbajului. Credinciosul trebuie să trăiască după sfânta triadă: Gândul Bun, Cuvântul Bun și Fapta Bună. El dobândește Regatul numai cu prețul unei lupte asidue, care durează întreaga viață.
Drumul cerului
Credinciosul primește promisiunea unei recompense care constă în intrarea în regatul lui Ahura Mazda. În acest regat, zeul suprem dă sentințe și răsplătește binele și răul. Drumul spre Cer trece întotdeauna pe podul Cinvat al vechii religii iraniene. El se numește „Podul Hotărârii” și chiar Zarathustra trece peste acest pod în calitate de conducător al celor drepți. El îi spune lui Ahura Mazda: „Celor pe care vreau să-i însoțesc înaintea ta pentru a fi lăudați, le voi merge înaine pe podul Cinvat”. 
Religia cea bună nu își pune problema mili. Jean Varenne spune: „Profetul se preocupă mai multe de dreptate decât de iertare”. Învățătura lui caută să instituie un cult al dreptății și atât. Dar, dacă dreptatea cere pedepsirea celor vinovați, apartenența la comunitatea celor credincioși permite întreaga toleranță și toate speranțele. Zoroastru promite că va interveni chiar el pe lângă „Înțeleptul Domn” în favoarea celor care îi vor fi loiali: „Îi voi aminti doar meritele voastre, nu și greșelile, doar rugăciunile și ascultarea voastră plină de zel”. 
Religia cea bună nu este permisă pentru toți, ea este destinată celor inițiați. Chiar și azi, parșii care respectă învățăturile lui Zarathustra nu dau dreptul de inițiee decât membrilor familiilor mazdeene. Această inițiere nu este un simplu rit de intrare în comunitate cu un act metafizic, a cărui fincție este aceea de a transforma individul într-un supraom. Această interpretare se concretizează în escatologia zoroastriană. Credincioții vor scăpa de soarta unei omeniri imperfecte, destinată distrugerii și frigului. Ei vor fi singurii care vor participa la întoarcerea în epoca de aur.
Cultul focului
Al doilea aspect al reformei zoroastriene este locul acordat focului. Acesta, păstrat în perioada Ahemenidă în altare construite în mod special, nu a mai fost considerat zeu și a devenit paznic al ordinii, simbolul concret al luminii divine promise celor aleși de „Înțeleptul Domn”. Ahura Mazda este lumina continuă, caldă și vie, care respinge întunecimile reci și moarte, locuite de „Spiritul Răului”. Focul sacru a devenit astfel o manifestare vizibilă a măreției divine.
Un alt aspect al reformei este faptul că a încetat pentru un timp, consumarea de haoma. Windengren propune o explicație simplă: consumarea acestei băuturi rituale, care dădea nemurirea fără efort, nu se potrivea cu învățătura zoroastriană care stabilea concepțiile, cuvintele și faptele ca singurele norme ale cultului dreptății.
Un lucru rămâne neclar: Zarathustra a fost inițiatorul renumitelor turnuri ale tăcerii, devenite un semn distinctiv al mazdeismului? În imnurile Gatha nu se arată că reformatorul ar fi poruncit ca trupurile morților să fie oferite vulturilor. Această practică a putut fi introdusă și generalizată din cauza unei epidemii. Dar apare limpede că zoroastrismul recomandă să nu te apropii de un mort și consideră rămășițele umane ca pe o sursă de murdărie.

## Răspândirea zoroastrismului
Abia în secolul al III-lea d.H. zoroastrismul s-a extins în tot Iranul și a devenit religia oficială a imperiului sasanizilor. Religia cea Bună a provocat persecuțiile contra creștinismului, maniheismului și budismului. Atunci a apărut și prima traducere a lucrării Avesta și primul comentariu în limba pahlavi. 
Câteva secole mai târziu, islamizarea Iranului prin cucerirea arabă a eliminat religia „luminii frumoase”. Doar guebrii (adepți ai religiei lui Zoroastru în Iran, care au refuzat trecerea la islamism) au continuat să reziste în sud-estul țării. Cea mai mare parte a credincioșilor a plecat în India. Acești farsi sau parși (persani) și-au păstrat credințele și riturile lui Zoroastru. În prezent, ei formează o comunitate prosperă în regiunea Bombay. În Iran, supraviețuitorii persecuțiilor au reușit să se mențină și la Teheran; în Yezd, turnurile tăcerii există și astăzi în continuare, deasupra lor zburând vulturii, iar focurile sacre mai ard și astăzi.